# 台灣的中文羅馬拼音
台灣的中文羅馬拼音，起源於19世紀廈門由西方傳教士推動之教會羅馬字（1850年－），日治時代受官方限制而停用，至中華民國時代（1945年－）再次配合當時官方推行的官方語言，而有了獨立於方言外的一套拼音，但並未強制統一使用任何一種版本，所以依地區不同，可以看見多套羅馬拼音同時出現。
現今台灣政府使用的中文羅馬拼音系統，為國際上較流通的漢語拼音（2009年－）。在2009年以前，政府曾採用國語羅馬字（1928年－1985年）、國語注音符號第二式（國音二式，1986年－2002年）、通用拼音（2002年－2008年），與上述幾個官方系統並行的，是大體上已使用數十年的威妥瑪拼音（韋式拼音）。
目前中華民國教育部規範地名、街道名均以漢語拼音翻譯為主，僅各縣市名稱以國際慣用為由保留威妥瑪拼音，淡水及鹿港則因歷史發展較早，其名依國際通用、約定俗成方式譯寫。由於政府曾通行通用拼音，因此在部分地方仍可見通用拼音。至於台灣人名的部分，外交部並無強制性規定人民須使用何種拼音方案拼寫，亦可使用台語、客語、原住民語等國家語言之拼音方案作拼寫。
台灣的中文羅馬拼音一直有許多非純正學術上的爭論，也從未能回應在台外籍人士的需求，亦無法與台灣民眾建立連結，取而代之的是政治因素的影響。也因此，現代台灣的中文羅馬拼音一直處在不合理的矛盾狀態下，造成許多外國觀光客、外籍居民和在地台灣人溝通上的困難。

## 教育
在台灣，義務教育階段的學校均以注音符號來標注與指導中文字（國語）的發音，沒有常態的中文羅馬拼音教學，這導致多數台灣人不知道如何為他們的姓名或住址拼注羅馬拼音。
一直以來，關於教育學齡較小的兒童拼寫羅馬拼音的議題（如仿效中國大陸的學生學習漢語拼音），都只是零散地被討論。和其餘所有有關羅馬拼音的方案一樣，這是一項極具爭議性的議題。2000年代前期，因為一場採用何種拼音形式的爭執（通用拼音或漢語拼音），一項拼音的計畫被延期了。這項改革非常地複雜，它需要龐大的努力來編寫新的指導教材，並且重新訓練教師。
在台灣，臺灣話、客語和原住民語言的教科書，除了增埔符號後的注音符號外，現在亦編入羅馬拼音（像是經修改過後的白話字、台羅拼音）。然而，因為台灣有相當數目的學童無法順利讀出拉丁字母，所以只標注羅馬拼音而沒有注音符號的教科書，在小學階段非常罕見。
由國家出版且面向海外台灣學童的教科書中，通常以完全雙語的方式寫成，但在文章主體的部份只標注了注音符號，另附有注音符號與其它各種羅馬拼音的對照表。而用於高階學生（像是青少年與成人）的教科書，則罕為生字詞標注注音符號。通常在註腳部份，除了有注音外，還有羅馬拼音的解釋。
目標族群為外國學生（多為成人學習者和工作者）的片語書以及生字書，通常只附有漢語拼音來標注中文字的發音，就像多數在北美洲出版的中文教材一樣。

## 地名
中華民國政府曾於2002年採用通用拼音（2000版）為中文譯音標準，內政部隨後於2003年發布《地名譯寫原則》，強制變更宜蘭縣（Ilan改Yilan）、嘉義縣市（Chia-I改Jiayi）及全國各鄉鎮市區級地名音譯寫法，並且以國家位階更新各級公路、鐵路等交通運輸指標，但因為此原則只是「行政指導」位階，不能禁止地方政府自行決定其它方案。台北市在1998年採用通用拼音（初版）更新路牌，2000年以國際接軌為由，採用了漢語拼音，並替換了其不符合漢語拼音規則的路牌，但保留舊版通用拼音「音節開頭字母大寫」的用法（通用拼音現已刪除此用法）。2008年9月16日，行政院通過教育部提案，2009年1月1日起在譯音上從通用拼音全面改採漢語拼音。目前國民黨執政縣市均已陸續改採漢語拼音更新路牌，然路牌標示方式未一致，例如臺北市路牌依然保持音節開頭字母大寫之標示方式。台鐵、國道、省道分別於2009年12月、2011年6月、2011年12月完成地名拼音更新作業，採用漢語拼音。而包括高雄市在內的民進黨執政縣市，則繼續採用通用拼音。
台灣高鐵在2007年正式營運時，依當時政府規定採用通用拼音，至2012年3月改採漢語拼音，更新公司英文網頁內容及板橋站的站名標示。
在台灣，因為人力訓練的不足，羅馬拼音的錯誤成為非常頻繁發生的現象，且缺少了政治意願的參與來履行修改。常見的許多錯誤，起源於台灣獨有的台灣國語腔調：像是將「ㄤ（-ang）」與「ㄢ（-an）」混用。舉例來說，在標示及名牌中，「ㄍㄨㄢ（關guan）」與「ㄍㄨㄤ（光guang）」時常相互受到混淆。簡單的排印錯誤（像是把e寫成t）也是無所不在。臺北市的路牌捷運標示正確性相對高，然公車站牌常可看到上述之的錯誤，甚至有中英文地名完全錯置亦未被施工及驗收人員察覺之情況發生。而高雄市方面，為迎接2009年世界運動會的到來，曾進行路標錯誤檢舉活動，故錯誤標示也已大幅減少。多數錯誤發生在偏遠且缺乏資源的地區，因其外國觀光客的數量較少，修改羅馬拼音標示並非排為首位的計劃。
從2009年起，因應中央政府的措施，除縣市名稱使用以威妥瑪拼音為主之約定俗成拼法外，鄉鎮市區與各級公路皆改用漢語拼音。臺北縣於2010年升格為直轄市並更名為新北市之時，原本計畫採用漢語拼音音譯為「Xinbei」，然因強烈民意反對而改用意譯譯名，例如英文譯名為「New Taipei」。另內政部於2011年6月16日核定淡水、鹿港兩鄉級行政區依國際通用、約定俗成方式，分別譯寫為台語白話字的「Tamsui」及威妥瑪拼音的「Lukang」，恢復兩地在《地名譯寫原則》頒布後被強制變更之具有歷史意義的譯名，成為僅有的例外（後來新增墾丁、「Kenting」）。
2017年6月14日，交通部針對路牌在《道路交通標誌標線號誌設置規則》第15條增加敘述：「其譯寫應依標準地名譯寫準則及漢語拼音規定辦理。」至此「路牌使用漢語拼音」開始具有法規賦予的強制力。

## 人名
台灣的外交部未限制人民使用何種拼音方案，可依個人喜好自由選擇甚至混搭，除華語的威妥瑪拼音、漢語拼音、通用拼音等外，亦可使用台語拼音、客語拼音、原住民語等拼音方案作拼寫。
護照的外文姓名欄位，原規定要依國語讀音音譯成的英文字母填寫，直到2019年，為配合「國家語言發展法」多元文化精神，只要是「國家語言」（即台灣華語、台語、客語及原住民等臺灣各固有族群使用之自然語言），都可以音譯作為護照上的外文姓名，以保障國人使用母語的權利。
大多數的台灣民眾使用「非正規的威妥瑪拼音」來拼寫其姓名。這個簡化版的威妥瑪拼音並不使用發音區別符號（聲調號、送氣音符號與母音變化），「ü」的音亦直接寫作「u」，例如Hsü直接寫作Hsu。通常字與字間會用連字符號相接，例如Lu Hsiu-lien（呂秀蓮），名第二字首大寫Lu Hsiu-Lien的用法亦很常見。姓名前後順序無特別規範，可依個人使用習慣選擇姓前名後或名前姓後的格式，然政治人物與體育選手通常用姓前名後之形式。
不少台灣人的羅馬姓名使用非正規或特殊的拼音系統來翻譯，亦或是交雜使用多種拼音系統。例如「馬英九（Ma Ying-jeou）」的名字屬威妥瑪拼音與國語羅馬字混用。而姓氏「李」在多數的羅馬拼音系統中皆拼作Li，但在台灣普遍拼作Lee，如「李登輝（Lee Teng-hui）」。

## 企業名稱
公家與私人企業的英文名稱並沒有受到任何標準的限制，這個領域上的拼音差異更為廣大，也更不可預知。有些企業選擇「音譯」他們的名稱，有些則選擇了「意譯」。中華電信（Chunghwa Telecom）、中華商業銀行（The Chinese Bank）、中華航空（China Airlines）的中文名稱都是「中華」，譯名卻以不同辭彙出現。
許多企業主亦以易讀性為主採非正規拼法，如華隆集團（The Hualon Group）及裕隆汽車（Yulon Motor）的拼音名字就選擇了易讀性，而捨棄了幾個字母（按照主流羅馬拼音系統，第二個音節本來應該是「long」或「lung」）。
在台許多企業集團的領導人是閩南裔台灣人，所以也不難找到使用羅馬拼音來翻譯台語的例子。就像新光集團的英語名稱「Shin Kong」係以台語發音拼寫而成，而非華語。
如同街道路牌一樣，店家與商業產品標籤的羅馬拼音目前仍尚未系統化。

## 其它
中華郵政目前依教育部「中文譯音使用原則」規定，提供地址的漢語拼音譯寫的官方協助。在2000年之前，地址通常以威妥瑪拼音、郵政式拼音或國音二式寫成。但通常，只要有正確的五碼郵遞區號，郵件工作者便能在不受拼音系統的干擾下遞送郵件。
臺灣多數的大學名稱使用威妥瑪拼音，例如：成功大學（Cheng Kung）、中興大學（Chung Hsing）、逢甲大學（Feng Chia）、輔仁大學（Fu Jen）、陽明交通大學（Yang Ming Chiao Tung）、中正大學（Chung Cheng）、暨南國際大學（Chi Nan），而政治大學（Chengchi）的「治」在威妥瑪拼音應為chih，而非chi。少數幾個在中華民國政府遷臺前便已存在的大學則使用郵政式拼音，像是清華大學（Tsing Hua）、東吳大學（Soochow，蘇州）。有些大學的名稱使用其他漢語語言，像是採用臺語拼音的淡江大學（Tamkang）、粵語（廣州話）拼音的國立中山大學（Sun Yat-sen，孫逸仙）、德明財經科技大學（Takming）。
因國民中小學與高中隸屬地方政府的管轄範圍內，他們遵從各地縣市政府所選用的拼音方式，曾選擇通用拼音，現逐步換至漢語拼音。

### 引用
1. ↑  , 中華民國教育部, 2018年9月25日  [2018年12月24日], （原始内容存档于2021年2月24日）
2. ↑   (新闻稿). Taipei Times. 2008年9月18日  [2008年9月18日]. （原始内容存档于2018年6月12日）.
3. ↑   (新闻稿). 聯合報. 2008年9月17日  [2008年9月17日]. （原始内容存档于2012年9月15日）.
4. ↑  「高雄市政府雙語標示英譯除錯活動—『Say it right：誠徵除錯達人』」除錯結果公告[永久]，高雄市研考會。
5. ↑  , 國語推行委員會,   [2011-04-16], （原始内容存档于2012-12-23）
6. ↑  . 全國法規資料庫. 交通部. 2017年6月14日  [2017年8月8日]. （原始内容存档于2021年5月14日）.
7. ↑  . 外交部領事事務局. 2018-04-10  [2022-12-10]. （原始内容存档于2022-12-10）. 首次申請護照外文姓名擬以國家語言(即閩南、客家及原住民等臺灣各固有族群使用之自然語言)讀音逐字音譯為英文字母；或曾領護照，擬以外文姓名與中文姓名之國家語言讀音不符為由申請變更外文姓名者(以一次為限)，有關國家語言讀音請參考教育部網站 https://www.edu.tw 「電子辭典」項下之臺灣閩南語、客家語、原住民族語等辭典，以輸入中文字方式查詢拼音資料。

### 網頁
- 中華民國教育部國語推行委員會. . 臺灣.   [2012-08-17]. （原始内容存档于2012-12-22） （中文（繁體））.
- 中華民國教育部國語推行委員會. . 臺灣.   [2012-08-17]. （原始内容存档于2019-01-30） （中文（繁體））.
- 中華民國外交部領事事務局. . 臺灣.   [2012-08-17]. （原始内容存档于2017-11-11） （中文（繁體））.

## 外部連結
- 各種中文拼音對照表（英），摘錄自中華民國行政院新聞局（不含國語羅馬字）
- 〈漢語拼音是比較好的漢字羅馬化方案〉 （页面存档备份，存于）
- 積丹尼-推漢語拼音，摧通用拼音（页面存档备份，存于）
- 各種中文拼音對照表（英） （页面存档备份，存于），凸顯了通用拼音，且包含國語羅馬字
- 通用拼音與漢語拼音的差別（英）（页面存档备份，存于）
- 台灣鄉土母語羅馬拼音網
- 部羅輸入法 （页面存档备份，存于） 改良自台灣教育部公布的台灣羅馬拼音系統，用於拼寫台語、漢語等有一致性的羅馬拼音系統